# Rhipidia expansimacula
Rhipidia expansimacula är en tvåvingeart som först beskrevs av Alexander 1934.  Rhipidia expansimacula ingår i släktet Rhipidia och familjen småharkrankar. Inga underarter finns listade i Catalogue of Life.